# Classe Frankenthal
La classe Frankenthal (désignation militaire : type 332) est une classe de chasseurs de mines allemands. Les navires sont construits en acier non magnétique. La coque, les machines et la superstructure de cette classe sont similaires à la classe Hameln, mais l'équipement diffère.
Des chasseurs de mines de la classe légèrement modifiés sont également exploités par la marine turque, où ils sont appelés classe A. Début 2019, la marine indonésienne commande deux chasseurs de mines basés sur la classe Frankenthal modifiée, appelée classe Pulau Fani, d'une longueur de 62 mètres.

## Navires de la classe
La totalité des navires allemands actifs sont actuellement stationnés à Kiel, au bord de la mer Baltique. Les M1058, M1059, M1062, M1065 et M1069 font partie de la 3. Minensuchgeschwader. Les autres appartiennent à la 5. Minensuchgeschwader. Le M1060 Weiden est vendu aux Émirats arabes unis en 2006. À la fermeture de la base navale d'Olpenitz, la marine allemande transfère la totalité des navires à Kiel et leurs escadrons incorporés dans l'Einsatzflottille 1.
| Pennant number | Nom                | Indicatif | Chantier            | Commission        | Fin de carrière                                       |
| -------------- | ------------------ | --------- | ------------------- | ----------------- | ----------------------------------------------------- |
| M1066          | Frankenthal        | DREY      | Lürssen             | 16 décembre 1992  | Vendu aux Émirats arabes unis (renommé M02 Al Murjan) |
| M1060          | Weiden             | DRES      | Abeking & Rasmussen | 3 March 1993      | Vendu aux Émirats arabes unis (renommé M01 Al Hasbah) |
| M1061          | Rottweil           | DRET      | Krögerwerft         | 7 juillet 1993    | Réaménagé pour utilisation avec le SEK-M              |
| M1063          | Bad Bevensen       | DREV      | Lürssen             | 9 décembre 1993   |                                                       |
| M1067          | Bad Rappenau       | DREZ      | Abeking & Rasmussen | 19 avril 1994     | Réaménagé pour utilisation avec le SEK-M              |
| M1064          | Grömitz            | DREW      | Krögerwerft         | 23 août 1994      |                                                       |
| M1068          | Datteln            | DRFA      | Lürssen             | 8 décembre 1994   |                                                       |
| M1065          | Dillingen          | DREX      | Abeking & Rasmussen | 25 avril 1995     |                                                       |
| M1069          | Homburg            | DRFB      | Krögerwerft         | 26 septembre 1995 |                                                       |
| M1062          | Sulzbach-Rosenberg | DREU      | Lürssen             | 23 janvier 1996   |                                                       |
| M1058          | Fulda              | DRFC      |                     | 5 juin 1998       |                                                       |
| M1059          | Weilheim           | DRFD      |                     | 26 novembre 1998  |                                                       |

## Incidents
Le 21 février 2007, le Grömitz heurte un récif puis s'échoue dans le fjord Floro lors d'un voyage dans l'ouest de la Norvège.
En octobre 2018, le groupe rebelle yéménite Ansar Allah, soutenu par l'Iran, publie une vidéo confirmant le naufrage de l'un des navires de la classe Frankenthal en service dans la marine des Émirats arabes unis en juillet 2017 à Al-Mokha. La vidéo identifie le navire comme étant l'Al-Qasnah et date l'attaque au 29 juillet 2017, ce qui correspond à une affirmation faite à l'époque selon laquelle les rebelles avaient attaqué un navire de guerre émirati à l'aide d'une « arme appropriée ».